# Justice League (film)
Justice League is een Amerikaanse actie-avonturenfilm uit 2017 gebaseerd op de personages en verhalen van DC Comics. De film werd geregisseerd door Zack Snyder en is de vijfde film in het DC Extended Universe. De hoofdrollen in de film worden vertolkt door Ben Affleck (Batman), Henry Cavill (Superman), Gal Gadot (Wonder Woman), Ezra Miller (The Flash), Jason Momoa (Aquaman) en Ray Fisher (Cyborg).
Er verscheen in 2021 een nieuwe versie van Justice League getiteld Zack Snyder's Justice League. Die kwam meer overeen met de manier waarop regisseur Snyder de film in eerste instantie had bedoeld, terwijl de versie uit 2017 significant werd aangepast na tussenkomst van Joss Whedon. Zo kregen in Snyders latere versie onder meer Darkseid, Joker en Martian Manhunter rollen in het verhaal.

## Verhaal
Terwijl de wereld nog rouwt om het overlijden van Superman keert Steppenwolf na een afwezigheid van duizenden jaren terug naar de aarde. Hij is eropuit om alle drie de Mother Boxes in zijn bezit te krijgen. De kracht die de combinatie hem zal bezorgen, moet hem in staat stellen om de aarde te veranderen in een wereld die overeenkomt met die waar hij vandaan komt. Hij heeft dit al eens eerder geprobeerd, maar toen werd hij verslagen door een samenwerking tussen de olympisch goden, de amazones en strijders van Atlantis. Om te voorkomen dat iemand de Mother Boxes ooit alle drie in zijn bezit zou krijgen, is er daarna één verstopt door de Amazones, één door de bewoners van Atlantis en één door de mensheid.
Steppenwolf bemachtigt de eerste Mother Box in Themyscira. De amazones proberen hem hiervan te weerhouden, maar kunnen niet tegen hem op. Koningin Hippolyta waarschuwt haar dochter Diana Prince daarom voor het naderende onheil. Zij klopt voor hulp aan bij Bruce Wayne. Samen proberen ze een team te formeren dat Steppenwolf moet kunnen stoppen. Zo sluiten Barry Allen, Arthur Curry en Victor Stone zich bij hen aan. Hoewel de twee laatstgenoemden hier in eerste instantie weinig trek in hebben, dwingen de activiteiten van Steppenwolf hen om hun standpunt bij te stellen.
Nadat Steppenwolf de tweede Mother Box in handen krijgt in Atlantis, meldt Stone zich met de laatste bij zijn kompanen. Hij verklaart dat zijn vader hem hiermee het leven redde en herbouwd heeft na een ongeluk. Dit brengt Wayne op het idee om de box te gebruiken om Superman terug te halen. Hoewel hij hierin slaagt, blijkt Superman verward en vijandig ten opzichte van het team. De komst van Lois Lane en een bezoek aan Martha Kent brengen hem alsnog bij zijn positieven. Nadat Steppenwolf ook de derde Mother Box bemachtigt, schiet Superman het team te hulp. Hij helpt Stone om de inmiddels gecombineerde boxen te scheiden en verslaat samen met de anderen Steppenwolf. 
Bruce en Diana vestigen na de strijd een hoofdkwartier voor het team. Allen sluit zich aan bij het politiekorps en Clark Kent hervat zijn beroep als journalist voor de Daily Planet. Elders ontsnapt Lex Luthor uit Arkham Asylum.

## Rolverdeling
| Acteur                   | Personage                   |
| ------------------------ | --------------------------- |
| Ben Affleck              | Bruce Wayne / Batman        |
| Gal Gadot                | Diana Prince / Wonder Woman |
| Henry Cavill             | Clark Kent / Superman       |
| Jason Momoa              | Arthur Curry / Aquaman      |
| Ezra Miller              | Barry Allen / The Flash     |
| Ray Fisher               | Victor Stone / Cyborg       |
| Amy Adams                | Lois Lane                   |
| Ciarán Hinds             | Steppenwolf                 |
| Jeremy Irons             | Alfred Pennyworth           |
| J.K. Simmons             | James Gordon                |
| Diane Lane               | Martha Kent                 |
| Connie Nielsen           | Hippolyta                   |
| Amber Heard              | Mera                        |
| Joe Morton               | Silas Stone                 |
| Billy Crudup             | Henry Allen                 |
| David Thewlis            | Ares                        |
| Robin Wright             | Antiope                     |
| Jesse Eisenberg          | Lex Luthor                  |
| Doutzen Kroes            | Venelia                     |
| Ingvar Eggert Sigurðsson | Burgemeester                |

## Achtergrond

### Ontwikkeling
In april van 2014 werd bekend dat Ray Fisher werd gecast als Cyborg in Batman V Superman: Dawn of Justice en dat hij de rol ook zou spelen in de geplande film Justice League. Enkele dagen later werd de film officieel aangekondigd en maakte DC bekend dat Henry Cavill, Ben Affleck en Gal Gadot ook in de film waren gecast. Ook werd bevestigd dat Zack Snyder de regie ging verzorgen.

### Opnames
De opnames van de film gingen op 11 april 2016 van start en werden op 2 oktober 2016 afgerond. 

### Post-productie
Tijdens de post-productie moest Zack Snyder eind mei 2017 het project verlaten wegens familiale omstandigheden. Joss Whedon werd door DC aangetrokken om de post-productie en de reshoots in goede banen te leiden. De reshoots vonden plaats in de zomer van 2017 en duurden maar liefst twee maanden. Alhoewel Joss Whedon het grootste deel van de post-productie voor zijn rekening nam en de intensieve reshoots regisseerde, krijgt hij enkel een writing credit, en krijgt enkel Zack Snyder een credit voor de regie.

### Muziek
In juni van 2016 maakte de producenten bekend dat Junkie XL had getekend voor de soundtrack van Justice League. Een jaar later maakte DC bekend dat Junkie XL van het project werd gehaald, en werd vervangen door Danny Elfman.